# لوسی کوین
لوسی کوین (انگلیسی: Lucy Quinn؛ زادهٔ ۲۹ سپتامبر ۱۹۹۳) بازیکن فوتبال اهل بریتانیا است.
وی همچنین در تیم ملی فوتبال زنان جمهوری ایرلند بازی کرده‌است.